# Włodzimierz Sumara
Włodzimierz Sumara (ur. 31 maja 1946 w Będzinie, zm. 2 czerwca 2010) – polski polityk, rolnik, urzędnik państwowy, poseł na Sejm I kadencji.

## Życiorys
Ukończył w 1969 studia matematyczne na Wydziale Matematyczno-Fizyczno-Chemicznym Uniwersytetu Śląskiego. Prowadził indywidualne gospodarstwo rolne. Działał w rolniczej „Solidarności”. Na przełomie 1989 i 1990 był jednym z kandydatów na wojewodę olsztyńskiego, jednak nie uzyskał akceptacji Wojewódzkiej Rady Narodowej. W latach 1991–1993 sprawował mandat posła I kadencji z ramienia Polskiego Stronnictwa Ludowego – Porozumienia Ludowego. Bez powodzenia kandydował w kolejnych wyborach w 1993 i (z ramienia Akcji Wyborczej Solidarność) w 1997.
W okresie rządu Jerzego Buzka był wiceprezesem Agencji Rynku Rolnego. W 2000 został wiceprezesem Kasy Rolniczego Ubezpieczenia Społecznego, następnie w latach 2002–2003 był wicedyrektorem jednego z departamentów. Do pracy w KRUS powrócił w 2007, obejmując stanowisko głównego specjalisty w Biurze Informatyki i Telekomunikacji. Zmarł 2 czerwca 2010, pochowany został w Dąbrównie.

## Odznaczenia
W 2007, za zasługi w działalności na rzecz przemian demokratycznych w Polsce, został odznaczony przez prezydenta Lecha Kaczyńskiego Srebrnym Krzyżem Zasługi.